# Theronia frontella
Theronia frontella là một loài tò vò trong họ Ichneumonidae.